# London Overground
London Overground — приміська залізнична мережа, що обслуговує Лондон та його околиці. Мережу було утворено внаслідок передачі мережі Silverlink під оруду National Rail, але під концесійним контролем та брендінгом Transport for London з подальшою реконструкцією. З 2016 під орудою Arriva Rail London. На початок 2020-х має склад зі 112 станцій та 96 поїздів, які щодня перевозять понад 520 тисяч пасажирів.

## Історія
У 2007 було прийнято рішення щодо закриття системи Silverlink та передачі цих ліній під керівництво TfL для створення London Overground. 11 листопада 2007 Overground розпочала роботу з незначними покращеннями Північної лінії, які полягали у збільшені кількості працівників для забезпечення додаткової безпеки на станціях та запуском системи карт Oyster. 22 грудня 2007 була закрита Східнолондонська лінія на реконструкцію з метою встановлення нового обладнання та з подальшими планами відкриття її як частини Overground. 27 квітня 2010 року було відкрито ділянку від Нью Кросс-Гейт до Долстон-джанкшен у тестовому режимі, а повноцінно Східнолондонська лінія від Вест-Кройдон до Долстон-джанкшен запрацювала 23 травня. 28 лютого 2011 року було відкрито розширення Східнолондонської лінії від Долстон-джанкшен до Гайбері-енд-Іслінгтон , а 9 грудня 2012 року — від Сюррей-Кіс (англ. Surrey Quays) до Клепгем-джанкшен.
8 серпня 2017 року стало відомо, що розширення від Баркінг до Баркінг-ріверсаїд отримало «зелене світло» щодо будівництва. Планується, що розширення буде відкрите в кінці 2021 року. 20 листопада 2017 року було повідомлено, що London Overground приєднається до системи «Нічного метро» (англ. Night Tube) і запустить з 15 грудня 24-годинний рух поїздів на вихідні. Вони будуть курсувати з Нью Кросс-Гейт до Долстон-джанкшен, а з 2018 — до Гайбері-енд-Іслінгтон.

## Рухомий склад

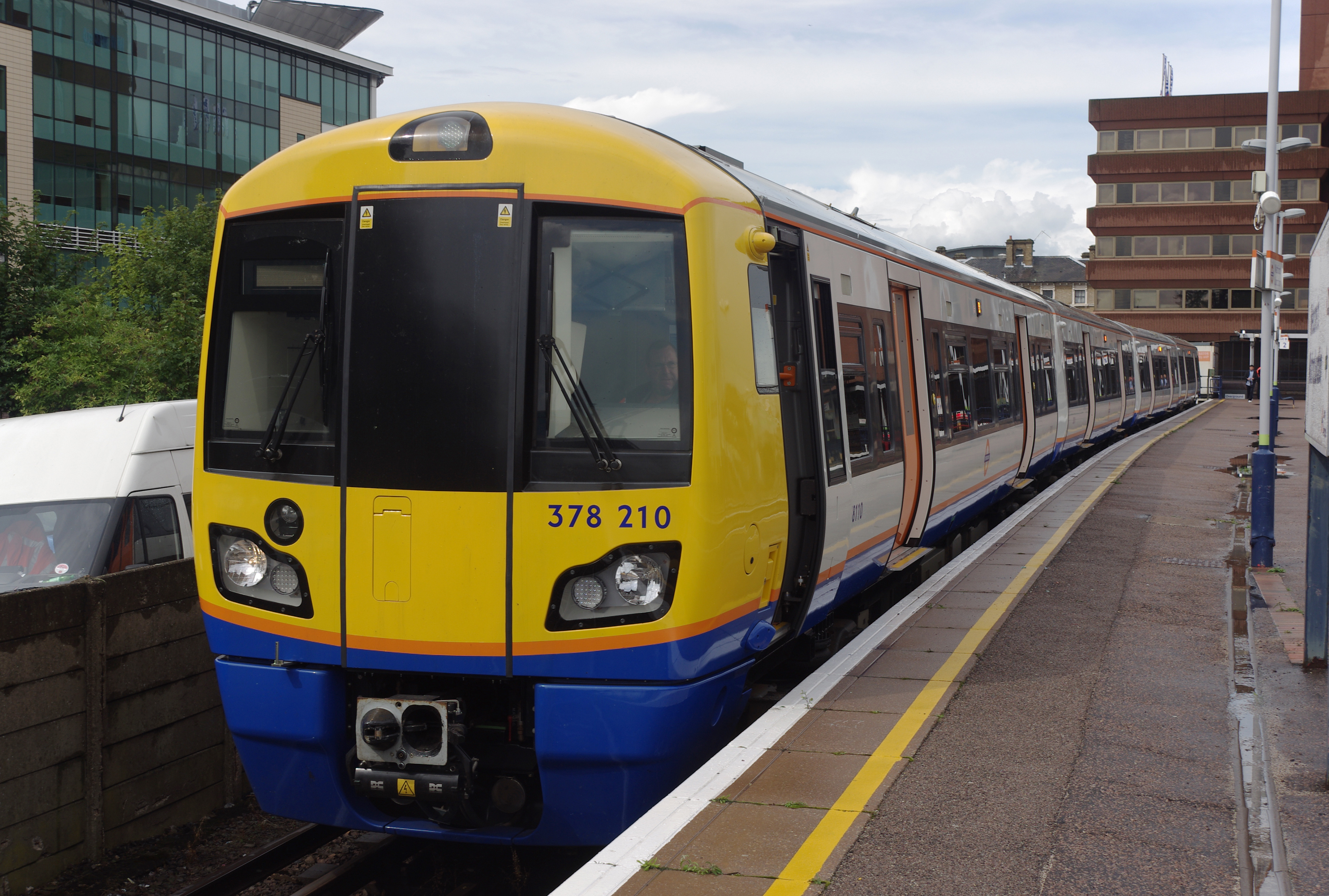
Потяги Class 378

13 липня 2009 було формально запущено новий рухомий склад Bombardier Class 378, який з часом мав замінити Class 313 EMU, що тоді використовувалася на лініях London Overgound. Цей рухомий склад при тривагонній конфігурації був 10 % відсотків більш містким ніж Class 313. Також планувалося, що з середини 2010 до початку 2011 кількість вагонів у цих потягах зросте з трьох до чотирьох. 6 лютого 2013 року було прийнято рішення щодо збільшення кількості вагонів потягів Class 378 з чотирьох до п'яти, також будуть проведенні відповідні тендери.
20 червня 2018 року у Віллзденському депо було представлено новий рухомий склад Class 710, який має замінити двовагонні дизельні потяги класу 172, що використовуються на лінії Госпел-Оук до Баркінг.